# Squarciarelli
Squarciarelli è una frazione del comune di Marino, nella città metropolitana di Roma Capitale, nell'area dei Castelli Romani. In questa località gli abitanti rivendicano un antico diritto perpetuo di superficie autoproclamandosi residenti del vicino comune di Grottaferrata.

## Storia
La prima menzione del tenimentum Squarciarilli è contenuto in un privilegio di papa Pasquale II in favore dell'Abbazia di Grottaferrata.
Nel 1230 la signora di Marino Giacoma de Settesoli cede ai monaci dell'Abbazia di Grottaferrata il castro quod vocatur de Squarzerellis in cambio di un terreno a latere de castro Mareni.
Nel 1462 il catasto dei beni dell'Abbazia di Grottaferrata cita il molendinum de Squassarilli.

## Geografia
Squarciarelli sorge immediatamente a sud-est di Grottaferrata, sul crocevia stradale che da Frascati porta a Marino, in direzione nord-sud, e da Roma e Grottaferrata porta a Rocca di Papa, in direzione ovest-est. A pochi km a sud dell'abitato si trova il Lago Albano.

## Cultura
La località di Squarciarelli è nota per le sue sorgenti d'acqua, e per il ristorante "Squarciarelli” aperto dalla famiglia Dantini, che è uno dei più popolari tra i ristoranti fuori porta dei Castelli Romani, tanto che l’allora proprietario Eleonato Dantini pagò in denaro a Renato Rascel l’inserimento di una strofa nella famosissima canzone Arrivederci Roma.